# Riparia Bridge
Die Riparia Bridge war eine eingleisige Eisenbahnbrücke über den Snake River zwischen dem Whitman County und dem Columbia County im Südosten des US-amerikanischen Bundesstaates Washington. Die von George S. Morison entworfene Fachwerkbrücke war eine der ersten Stahlbrücken in den USA. Sie wurde bis 1889 von der Oregon Railroad and Navigation Company (OR&N) errichtet, die später in der Union Pacific Railroad aufging. Namensgeber war die am Flussufer gelegene Siedlung Riparia, die sich am Unterlauf des Snake vor einer Serie von Stromschnellen befand. Diese natürlichen Hindernisse bildeten das westliche Ende des ungehindert schiffbaren Abschnittes, auf welchem der Verkehr bis ins etwa 100 Kilometer entfernte Lewiston im Osten möglich war. Durch seine strategische Lage entwickelte sich Riparia am Ende des 19. Jahrhunderts zu einem wichtigen regionalen Umschlagort zwischen dem Schiffs- und Eisenbahnverkehr. Infolge des Baus einer zusätzlichen Strecke über die Joso Bridge in den Nordteil der Palouse in den 1910er Jahren und des Rückganges der Schifffahrt auf dem Snake verlagerte sich der Verkehr, und die Brücke und die gleichnamige Ortschaft verloren an Bedeutung. Mit dem Bau des Laufwasserkraftwerks Lower Monumental Ende der 1960er Jahre wurde der Abschnitt ab 1969 zum Lake Herbert G. West aufgestaut; die Brücke sowie die aufgegebene Ortschaft wurden abgerissen und später teilweise überflutet.

## Geschichte

### Erste Transportwege entlang des Columbia ab 1850
| Columbia River |

| Columbia River |

| Cascades Rapids |

| Celilo Falls |

| Texas Rapids |

| Yakima River |

| Snake River |

| Palouse River |

| Stampede Pass |

| Stevens Pass |

| Riparia |

| Kalama |

| Portland |

| The Dalles |

| Spokane |

| Lewiston |

| Wallula |

| Walla Walla |

| Pasco |

| Seattle |

| Tacoma |

| Puget Sound |

| Palouse |

| Kaskaden- kette |

| Oregon |

| Washington |

Mitte des 19. Jahrhunderts verliefen die ersten Transportwege im heutigen Bundesstaat Washington entlang des Columbia River. Eine Vielzahl von Stromschnellen verhinderte aber einen durchgehenden Verkehr, da diese teils nur flussabwärts und bei ausreichendem Wasserpegel befahrbar waren. Die ersten Eisenbahnstrecken entstanden zur Umfahrung an den Cascades Rapids (Cascades Railroad 1863) und zwischen The Dalles und den Celilo Falls (Oregon Portage Railroad 1862). Zudem wurde mit der Walla Walla & Columbia River Railroad bis 1877 eine Verbindung zwischen Wallula und Walla Walla gebaut. Alle Dampfschiffe und Eisenbahnen am Columbia waren bis 1880 Teil der Oregon Steam Navigation Company, die Schifffahrtsrouten von Portland bis nach Lewiston am Snake River betrieb, der aber auch nur ab Riparia nach Osten durchgehend befahrbar war. Der deutsche Emigrant Henry Villard erwarb 1880 die Oregon Steam Navigation Company und vereinigte sie mit Schifffahrtsrouten der Oregon Steamship Company von Portland nach San  Francisco sowie weiteren Unternehmen zur Oregon Railroad and Navigation Company (OR&N). In den folgen Jahren forcierte er den Ausbau des Eisenbahnstreckennetzes entlang des Südufers des Columbia und schuf eine durchgehende Verbindung von Portland bis zum Snake River. Vom Bau der ersten nördlichen transkontinentalen Eisenbahnverbindung von Duluth am Oberen See zum Puget Sound durch die Northern Pacific Railway (NP) wollte Villard mit der OR&N profitieren und seine Monopolstellung im Transportgewerbe im Pazifischen Nordwesten aufrechterhalten. Dazu organisierte er 1881 mit Hilfe europäischer Investoren die Übernahme der NP, deren Strecke 1883 von Spokane kommend in Wallula an die OR&N angeschlossen wurde und von Portland über Kalama zum Puget Sound verlief.
An der Mündung des Snake in den Columbia musste durch die NP auf dem Weg nach Wallula die erste Brücke über den Unterlauf des Snake errichtet werden, die aber erst nach der Eröffnung der transkontinentalen Verbindung 1884 fertiggestellt werden konnte; zwischenzeitlich wurde die Flussquerung durch eine Eisenbahnfähre realisiert. Zu diesem Zeitpunkt hatte Villard die Kontrolle über seine Firmen verloren und die Union Pacific Railroad (UP) erlangte in der Folge die Kontrolle über die OR&N. Die NP sah sich dadurch gezwungen, ihre eigene Strecke über den Stampede Pass der Kaskadenkette nach Tacoma zu bauen, die 1888 fertiggestellt wurde; die Great Northern Railway (GN) folgte 1893 mit einer Verbindung über den Stevens Pass nach Seattle. Die OR&N baute Ende der 1880er Jahre ihre Strecken nördlich des Snake Rivers bis nach Spokane aus und engagierte 1888 den Brückenbauingenieur George S. Morison zum Bau einer eigenen Brücke über den Snake in Riparia sowie in Portland über den Willamette River. Morison hatte schon 1882 für die transkontinentale Verbindung der NP die Bismarck Bridge in North Dakota über den Missouri River errichtet und war federführend bei der Einführung von Stahl in den Brückenbau in Nordamerika. Die beiden von ihm entworfenen Stahlbrücken waren die ersten ihrer Art im Pazifischen Nordwesten. Die Brücke in Portland erhielt daher von der Bevölkerung den bezeichnenden Namen Steel Bridge (1889). Um den Schiffsverkehr weiterhin zu gewährleisten, besaßen beide Fachwerkbrücken eine Drehbrücke, eine für Morison neue Bauform, die er damals erstmals verwendete und die später seine bevorzugte Variante für bewegliche Brückentypen wurde.

### Riparia 1860 bis 1970

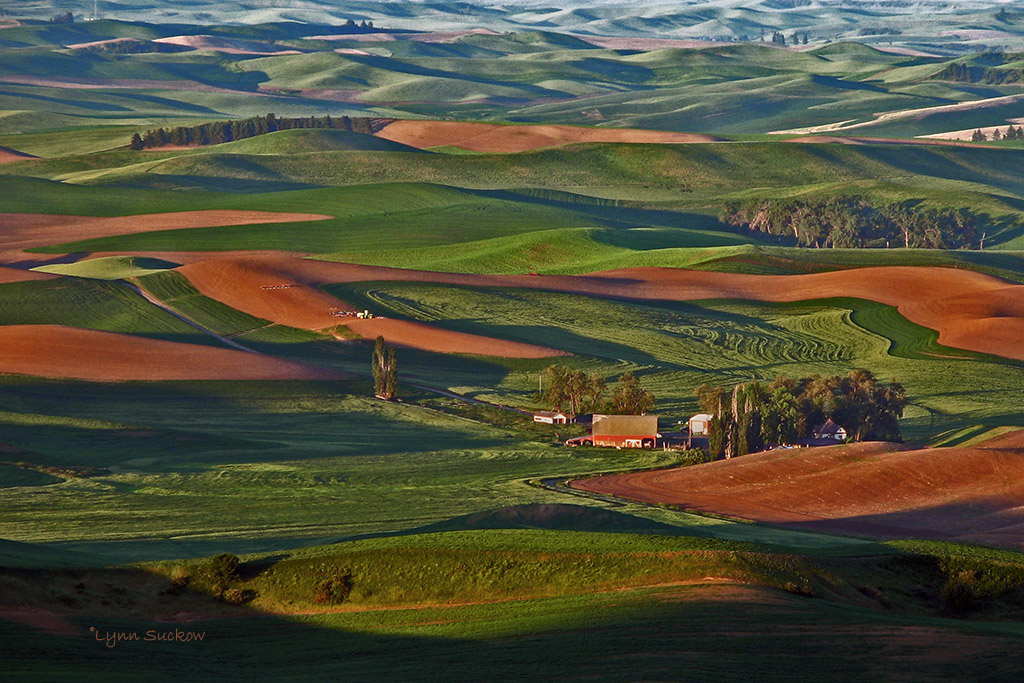
Die fruchtbare Hügellandschaft der Palouse wurde ab den 1860er Jahren von den ersten Farmern besiedelt und ist heute eines der wichtigsten Weizenanbaugebiete der USA

Mit der Besiedlung der fruchtbaren Hügellandschaft der Palouse, beginnend mit der Region südlich des Snake im Walla Walla County und später nördlich des Snake bis über den Palouse River hinaus Richtung Spokane, entstand eines der wichtigsten Weizenanbaugebiete der USA. In den 1860er Jahren wurde an der Mündung des Alkali Flat Creek eine von mehreren Fährverbindungen über den Snake in die nördlichen Palouse Hills eingerichtet. In der Folgezeit entwickelte sich hier erst am Südufer und später am Nordufer die Siedlung Texas City, auch Texas Ferry und im 20. Jahrhundert hauptsächlich Riparia genannt. Direkt oberhalb der Stromschnellen Texas Rapids gelegen, die das Ende des ungehinderten Schifffahrtsbereiches von Lewiston zum Columbia bildeten und wie die folgenden Stromschnellen nur zu bestimmten Jahreszeiten passierbar waren, wurde Riparia ein Haltepunkt der Dampfschiffe der OR&N. Mit dem Ausbau des Eisenbahnnetzes in den 1880er Jahren, von Walla Walla zum Südufer des Snake und später vom Nordufer in Richtung Spokane, entwickelte sich Riparia zu einem wichtigen regionalen Umschlagort zwischen dem Schiffs- und Eisenbahnverkehr. Die Schiffsverbindungen nach Portland wurden zwar mit der Zeit eingestellt, aber die nach Osten in Richtung Idaho verstärkt, da eine Eisenbahnverbindung nach Lewiston erst 1908 mit der Camas Prairie Railroad (CSP) entstand. Durch dem Bau der Riparia Bridge zwischen 1888 und 1889 – der erste Zug passierte die Brücke im April 1889 – entstand die zweite Brücke über den Unterlauf des Snake, die die Entwicklung von Riparia weiter förderte. Bei einer Einwohnerzahl von etwa 100 hielten sich in Riparia immer mehrere hundert Durchreisende, Farmer und Händler auf, die in die Dampfschiffe oder Eisenbahnen aus- oder zustiegen oder zwischen ihnen umstiegen.

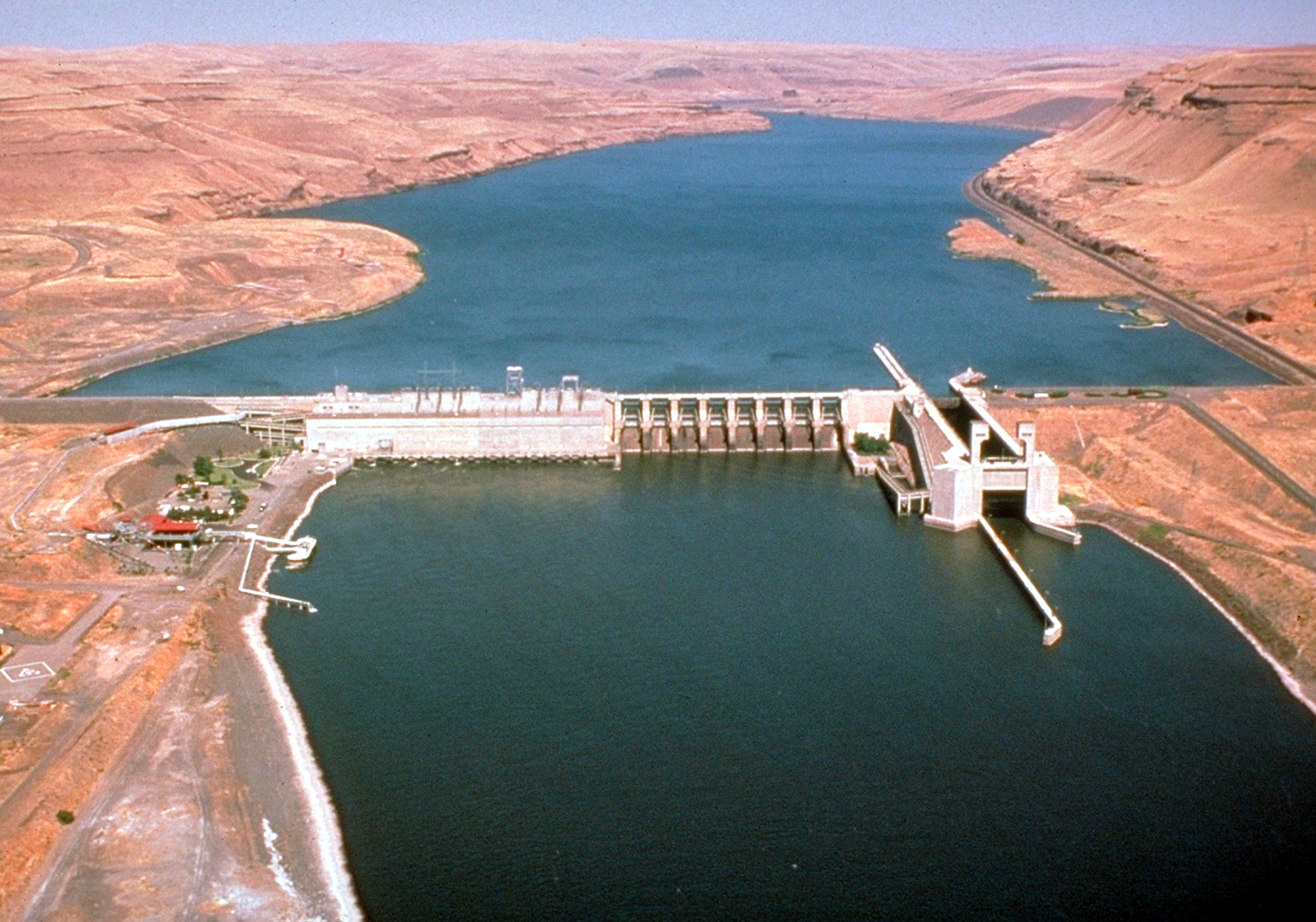
Das 1969 in Betrieb genommene Kraftwerk Lower Monumental

Mit dem Bau der CSP entlang des Nordufers des Snake Anfang des 20. Jahrhunderts begann der Niedergang von Riparia. Durch den weiteren Ausbau des Eisenbahn- und Straßennetzes wurden die Umstiege hier unnötig und die Dampfschifffahrt nach Lewiston bis 1940 ganz eingestellt. Die UP war schon seit Ende der 1890er Jahre Mehrheitseigner der OR&N und reorganisierte diese 1910 als Tochtergesellschaft unter dem Namen Oregon–Washington Railroad and Navigation Company (O-WR&N). Als Antwort auf die Verlegung einer Eisenbahnstrecke am Nordufer des Columbia nach Spokane durch die Spokane, Portland and Seattle Railway (ein Joint Venture der NP und GN), baute die O-WR&N ab den 1910er Jahren eine neue direktere Strecke mit geringerer Steigung von Spokane bis zum Anschluss an die alte Strecke gegenüber der Mündung des Palouse in den Snake (Ayer-Junction). Hier entstand etwa 15 km flussabwärts von der alten Riparia Bridge die Joso Bridge, die den 1914 eröffneten Spokane-Ayer Cut-Off in fast 80 Meter Höhe über den Fluss-Canyon führte. Die Great Depression in den 1930er Jahren beschleunigte den Niedergang von Riparia, das in der Folgezeit zunehmend verlassen und schließlich ganz aufgegeben wurde. Im Zuge des New Deal begann man mit der Errichtung von Staustufen zur Energieversorgung entlang des Columbia und seiner Nebenflüsse, was Ende der 1960er Jahre auch zum Bau des Laufwasserkraftwerks Lower Monumental, etwa 40 km flussabwärts von Riparia, führte. Vor der Inbetriebnahme und der Aufstauung des Flussabschnittes zum Lake Herbert G. West wurden 1969 die Riparia Bridge sowie die verlassene Ortschaft abgerissen, die seither größtenteils unterhalb des Wasserspiegels der Staustufe liegt.
Die O-WR&N ging schließlich 1936 ganz in der Union Pacific auf, deren Hauptstrecke zwischen Hinkle in Oregon und Spokane heute über die Joso Bridge verläuft, die nur noch etwa 60 Meter über dem Stausee empor ragt. Eine Zweigstrecke besteht zudem von der Ayer-Junction am Südufer entlang nach Osten, die den Snake etwa acht Kilometer flussabwärts von Riparia über eine ehemalige Brücke der CSP überquert, welche 1971 durch einen Neubau ersetzt wurde und in Höhe der ehemaligen Ortschaft Anschluss an das Netz der Great Northwest Railroad (Nachfolger der CSP) hat.

## Beschreibung

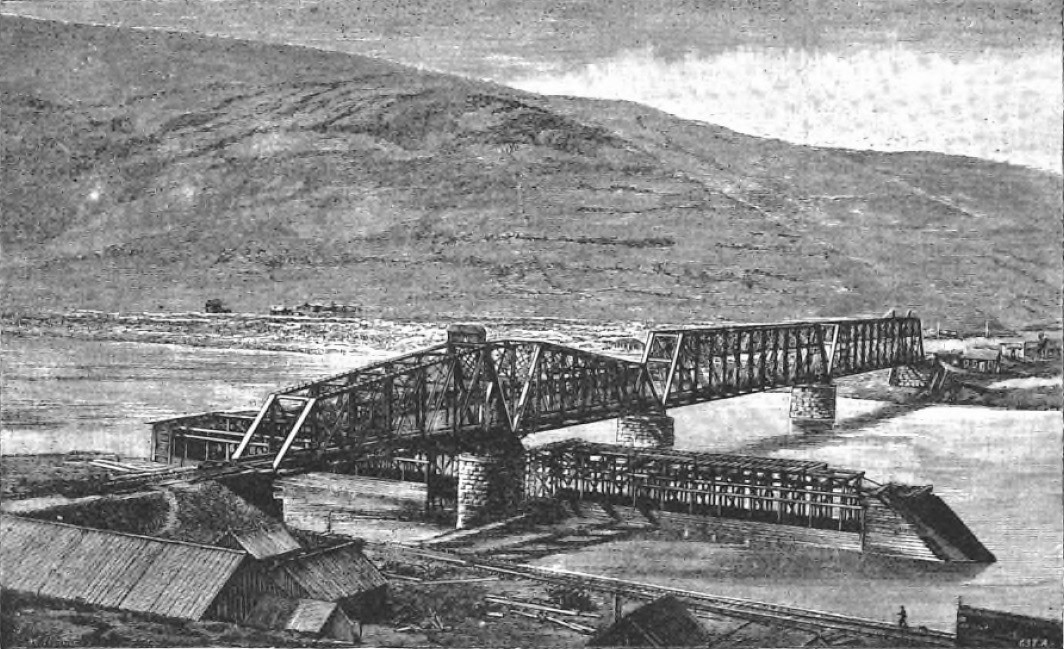
Abbildung der Riparia Bridge in Scientific American von 1891 (Blick nach Norden, Drehbrücke geschlossen)

Die Stahlbrücke gliederte sich in drei Fachwerkträger, von denen einer als Drehbrücke ausgeführt war. Die zwei unbeweglichen Träger (nur der Ausgleich temperaturbedingter Längenänderungen war über Loslager möglich) auf der Nordseite hatten eine Länge von jeweils 99 m, bei einer Höhe von 12,2 m und einer Breite von 5,5 m (jeweils bezogen auf die Mittelachsen der Gurte). Für diese wählte Morison parallelgurtige Whipple-Fachwerkträger mit untenliegendem Gleis (engl. whipple truss, nach dem Erfinder Squire Whipple, 1804–1888), die er zum Beispiel schon bei der Bismarck Bridge (1882) oder Omaha Bridge (1887) verwendet hatte. Letztere hatte schon einen Stahlanteil von etwa 40 %, aber erst mit der Nebraska City Bridge von 1888 hatte Morison den vollständigen Übergang zum neuen Baumaterial vollzogen. Um die Qualität des Stahls sicherzustellen, verlangte Morison regelmäßige Proben des Materials, deren Zug- und Biegefestigkeit sich nur in bestimmten Grenzen bewegen durften.

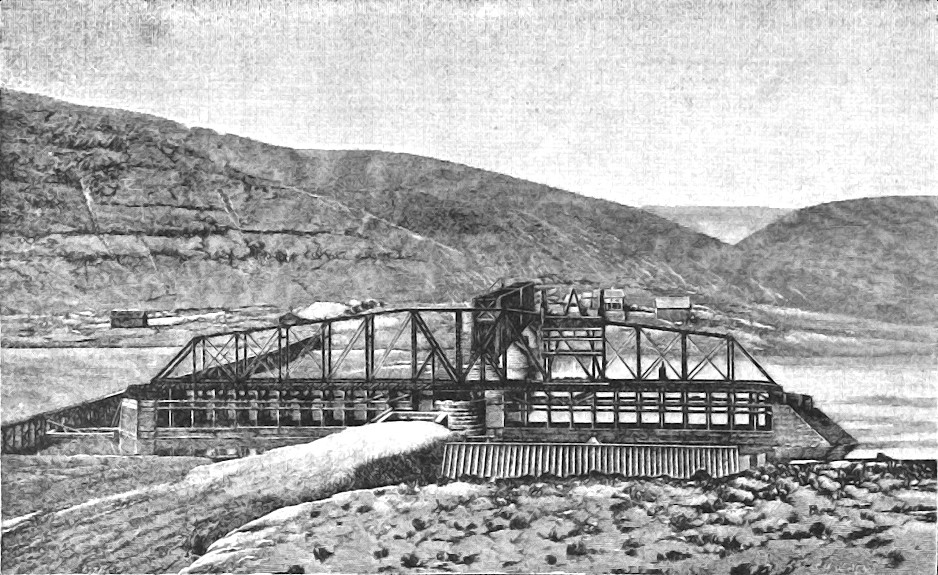
Abbildung der Riparia Bridge in Scientific American von 1891 (Blick nach Norden, Drehbrücke geöffnet)

Die Drehbrücke hatte einen Träger von 107 m Länge, der als Ständerfachwerk mit teils gekreuzten Querverstrebungen ausgeführt war und einen zu den Enden geneigten Obergurt besaß. Besonderes Merkmal der Drehbrücke war der Drehmechanismus. Für die Drehung wurde der Träger mittels eines zentralen hydraulischen Zylinders gehoben, auf dem der Träger dann flüssigkeitsgelagert rotieren konnte. Die Drehung wurde dabei von acht kreisförmig angeordneten Rollen an der Unterkonstruktion geführt, nur im geschlossenen und abgesenkten Zustand übernahmen die Auflager an den Untergurten (mittig und an den Enden) die Eigen- und Nutzlast. Da sich das Flusstal in Riparia weit öffnete und keine steilen Hänge besaß, konnten die Widerlager direkt in die angrenzenden Gleisanlagen bzw. Bahndämme übergehen, die Gesamtlänge der Brücke betrug etwa 305 m. Die Stahlkonstruktion ruhte auf drei aus Basaltsteinen gemauerten Strompfeilern und den beiden Widerlagern. Die Strompfeiler wurden mittels Senkkästen und die Widerlager mittels Pfahlgründung im Untergrund verankert. Der runde Pfeiler der Drehbrücke besaß einen beidseitigen Holzsteg in Flussrichtung, der als Schutz des Pfeilers vor Eisgang und des geöffneten Fachwerkträgers vor Schiffskollisionen diente.